# Референдумы в Швейцарии (1956)
Референдумы в Швейцарии проходили 4 марта, 13 мая и 30 сентября 1956 года. В марте прошёл референдум по федеральной резолюции об ограниченном продлении контроля за ценами и был одобрен избирателями. Майские референдумы по гражданской инициативе о концессионных грантах по водопользованию и по федеральной резолюции о правительственных мерах по стимуляции экономики кантона Граубюнден оба были отклонены. В сентябре проходили референдумы по федеральной резолюции об изменении закона по хлебу и по петиции, касающейся решений по расходам, принятых Федеральным собранием. Оба были отвергнуты.

## Результаты

### Март: Контроль за ценами
| Выбор                                | Общее голосование | Общее голосование | Кантоны | Кантоны | Кантоны |
| Выбор                                | Голосов           | %                 | Полных  | Полу-   | Всего   |
| ------------------------------------ | ----------------- | ----------------- | ------- | ------- | ------- |
| За                                   | 542 425           | 77,5              | 19      | 6       | 22      |
| Против                               | 157 106           | 22.5              | 0       | 0       | 0       |
| Пустых бюллетеней                    | 16 118            | –                 | –       | –       | –       |
| Недействительных бюллетеней          | 2 899             | –                 | –       | –       | –       |
| Всего                                | 718 548           | 100               | 19      | 6       | 22      |
| Зарегистрированных избирателей/ Явка | 1 454 506         | 49,4              | –       | –       | –       |
| Источник: Nohlen & Stöver            |                   |                   |         |         |         |

### Май: Водопользование
| Выбор                                | Общее голосование | Общее голосование | Кантоны | Кантоны | Кантоны |
| Выбор                                | Голосов           | %                 | Полных  | Полу-   | Всего   |
| ------------------------------------ | ----------------- | ----------------- | ------- | ------- | ------- |
| За                                   | 266 222           | 36,9              | 2       | 1       | 2,5     |
| Против                               | 454 831           | 63,1              | 17      | 5       | 19,5    |
| Пустых бюллетеней                    | 35 070            | –                 | –       | –       | –       |
| Недействительных бюллетеней          | 1, 369            | –                 | –       | –       | –       |
| Всего                                | 757 492           | 100               | 19      | 6       | 22      |
| Зарегистрированных избирателей/ Явка | 1 454 269         | 52,6              | –       | –       | –       |
| Источник: Nohlen & Stöver            |                   |                   |         |         |         |

### Май: Стимуляция экономики Граубюндена
| Выбор                                | Голосов   | %    |
| ------------------------------------ | --------- | ---- |
| За                                   | 316 276   | 42,5 |
| Против                               | 428 561   | 57,5 |
| Пустых бюллетеней                    | 19 203    | –    |
| Недействительных бюллетеней          | 1 503     | –    |
| Всего                                | 765 543   | 100  |
| Зарегистрированных избирателей/ Явка | 1 454 269 | 52,6 |
| Источник: Nohlen & Stöver            |           |      |

### Сентябрь: Хлеб
| Выбор                                | Общее голосование | Общее голосование | Кантоны | Кантоны | Кантоны |
| Выбор                                | Голосов           | %                 | Полных  | Полу-   | Всего   |
| ------------------------------------ | ----------------- | ----------------- | ------- | ------- | ------- |
| За                                   | 239 890           | 38,7              | 4       | 3       | 5,5     |
| Против                               | 379 245           | 61,3              | 15      | 3       | 16,5    |
| Пустых бюллетеней                    | 21 263            | –                 | –       | –       | –       |
| Недействительных бюллетеней          | 1 206             | –                 | –       | –       | –       |
| Всего                                | 641 604           | 100               | 19      | 6       | 22      |
| Зарегистрированных избирателей/ Явка | 1 459 824         | 44,0              | –       | –       | –       |
| Источник: Nohlen & Stöver            |                   |                   |         |         |         |

### Сентябрь: Расходы Федерального собрания
| Выбор                                | Общее голосование | Общее голосование | Кантоны | Кантоны | Кантоны |
| Выбор                                | Голосов           | %                 | Полных  | Полу-   | Всего   |
| ------------------------------------ | ----------------- | ----------------- | ------- | ------- | ------- |
| За                                   | 276 660           | 45,5              | 8       | 2       | 9       |
| Против                               | 331 117           | 54,5              | 11      | 4       | 13      |
| Пустых бюллетеней                    | 30 926            | –                 | –       | –       | –       |
| Недействительных бюллетеней          | 1 193             | –                 | –       | –       | –       |
| Всего                                | 639 896           | 100               | 19      | 6       | 22      |
| Зарегистрированных избирателей/ Явка | 1 459 824         | 43,8              | –       | –       | –       |
| Источник: Nohlen & Stöver            |                   |                   |         |         |         |